# Gisèle Gérard-Tolini
Gisèle Gérard-Tolini est une cheffe d'orchestre, orchestratrice et compositrice française.

## Biographie
D'origine corse, Gisèle Gérard-Tolini se forme au Conservatoire national supérieur de musique et de danse de Paris où cinq prix lui sont décernés en harmonie, contrepoint, fugue et formes, analyse et orchestration.
Elle commence sa carrière de chef d'orchestre en 1997 et dirige de nombreux ouvrages symphoniques, mais très vite se tourne vers l'art lyrique, son répertoire de prédilection qui compte des œuvres comme Carmen, La traviata, Hänsel und Gretel, L'elisir d'amore, Werther, Le Barbier de Séville... En 2004, elle dirige la création de Un renard à l'Opéra, opéra d'Isabelle Aboulker. Elle dirige également la création de La Fontaine incognito d'Isabelle Aboulker.
En 2000, elle a dirigé l'orchestre qui accompagnait Eddy Mitchell lors de ses spectacles au Palais omnisports de Paris-Bercy.
Parallèlement à sa carrière de chef d'orchestre, Gisèle Gérard-Tolini orchestre de nombreuses œuvres pour les musiciens de l'Opéra de Paris, de l'Orchestre symphonique européen, parmi lesquelles Ba-ta-clan (Jacques Offenbach), les Fables de La Fontaine (Offenbach), Pierre et le loup (Sergueï Prokofiev)...
Musicienne éclectique, elle orchestre régulièrement des cordes et cuivres pour des artistes de variétés tels que Elie Semoun, Lorie (2lor en moi ?), Cunnie Williams, Julie Zenatti, Hélène Ségara, Inna Modja, Alizée (album 5) ,... Elle orchestre également régulièrement des musiques de film, notamment la musique du film Angel-A de Luc Besson.

## Discographie
- Les Fables enchantées[1],[2]
- Eddy Mitchell-Live 2000, enregistrement pour lequel elle a reçu un Disque d'Or.

## Filmographie

### Composition
- Le Voyage de Fanny
- Joséphine (film) (musique additionnelle)
- 2023 : Les Vengeances de Maître Poutifard

### Orchestration et/ou Arrangements
- Les Nouvelles Aventures d'Aladin
- Cerise
- Benoît Brisefer : Les Taxis rouges
- Un crime au paradis
- Fanfan la Tulipe
- Les Dalton
- Transporter 2
- Angel-A
- Asterix et les Vikings
- Love (et ses petits désastres) (Love and Other Disasters)
- L'auberge rouge
- Le Transporteur 3
- Secret défense
- Go Fast
- Taken
- Sans arme ni haine ni violence
- 15 ans et demi
- From Paris with love
- Fatal
- Case départ
- Le fils à Jo

### Direction
- Revolver
- La cloche a sonné
- Contre-enquête
- The Fall
- Whatever Lola Wants
- Je l'aimais
- Le Mac
- Colombiana
- L'Élève Ducobu
- Clear History

## Composition

### Musique de scène
- 2014: Les Insatiables d'après Marchands de Caoutchouc d'Hanokh Levin, mise en scène Gloria Paris